# 1927 في الأوروغواي
فيما يلي قوائم الأحداث التي وقعت خلال عام 1927 في الأوروغواي.

## رياضة
- 1 يناير – الدوري الأوروغواياني لكرة القدم 1927 الفائز رامبلا جونيورز.

## مواليد

### يناير
- 11 يناير – سيلفا كاسال كاتبة أوروغوايانية.

### مايو
- 2 مايو – فيكتور رودريغيز أندراديه لاعب كرة قدم أوروغواياني.

### سبتمبر
- 7 سبتمبر – كارلوس روميرو لاعب كرة قدم أوروغواياني.
- 28 سبتمبر – لويس ريخو لاعب كرة قدم أوروغواياني.

### أكتوبر
- 25 أكتوبر – خورخي باتل

### ديسمبر
- 5 ديسمبر – أوسكار ميجويز لاعب كرة قدم أوروغواياني.
- 17 ديسمبر – والتر غوميز لاعب كرة قدم أوروغواياني.

## وفيات

### يناير
- 1 يناير – فيليسيانو فييرا (مواليد 1872) سياسي أوروغواياني.